# Tenor Sax Favorites, Volume 1
Tenor Sax Favorites, Volume 1 è un album raccolta di Gene Ammons, pubblicato dalla Prestige Records nel 1951.

## Tracce
Lato A
1. Easy Glide – 2:56 (Bert Kaempfert, Herbert Rehbein) – Registrato il 26 aprile 1950 a New York
2. When I Dream of You – 2:54 (Charles Carpenter, Earl Hines) – Registrato il 28 ottobre 1950 a New York
3. Gravy – 3:00 (Richard Carpenter) – Registrato il 26 aprile 1950 a New York
4. La Vie en Rose – 3:04 (Mack David, Marcel Louiguy, Édith Piaf) – Registrato il 27 luglio 1950 a New York

Lato B
1. I Can't Give You Anything but Love – 2:38 (Dorothy Fields, Jimmy McHugh) – Registrato il 28 giugno 1950 a New York
2. A Lover Is Blue – 2:46 (Charles Carpenter, Jimmy Mundy, Trummy Young) – Registrato il 28 ottobre 1950 a New York
3. Bye Bye – 3:00 (Jimmy Mundy) – Registrato il 5 marzo 1950 a New York
4. Back in Your Own Backyard – 3:12 (Dave Dreyer, Al Jolson, Billy Rose) – Registrato il 27 luglio 1950 a New York

## Musicisti
Brani A1 e A3
- Gene Ammons – sassofono tenore
- Sonny Stitt – sassofono baritono
- Bill Massey – tromba
- Bennie Green – trombone
- Duke Jordan – pianoforte
- Tommy Potter – contrabbasso
- Art Blakey – batteria

Brani A2 e B2
- Gene Ammons – sassofono tenore
- Junior Mance – pianoforte
- Gene Wright – contrabbasso
- Wes Landers – batteria

Brani A4 e B4
- Gene Ammons – sassofono tenore
- Sonny Stitt – sassofono baritono
- Bill Massey – tromba
- Matthew Gee – trombone
- Charlie Bateman – pianoforte
- Gene Wright – contrabbasso
- Wes Landers – batteria

Brano B1
- Gene Ammons – sassofono tenore
- Duke Jordan – pianoforte
- Gene Wright – contrabbasso
- Wes Landers – batteria

Brano B3
- Gene Ammons – sassofono tenore
- Sonny Stitt – sassofono tenore, sassofono baritono
- Bill Massey – tromba
- Eph Greenlea – trombone
- Duke Jordan – pianoforte
- Tommy Potter – contrabbasso
- Jo Jones – batteria